# Brezje (Gornja Stubica)
Brezje falu Horvátországban Krapina-Zagorje megyében. Közigazgatásilag Gornja Stubicához tartozik.

## Fekvése
Zágrábtól 17 km-re északra, községközpontjától 1 km-re délnyugatra a Horvát Zagorje területén a megye déli részén fekszik.

## Története
A településnek 1857-ben 275, 1910-ben 410 lakosa volt. Trianonig Zágráb vármegye Stubicai járásához tartozott. 2001-ben 250 lakosa volt.

## Külső hivatkozások
Gornja Stubica község honlapja